# Prekomorski departmani i regije Francuske
Prekomorski departmani Francuske (départements d'outre-mer - DOM) su ujedno i prekomorske regije (régions d'outre-mer) i imaju apsolutno isti status i prava kao i kontinentalni departmani i regije.
Prekomorski departmani su:
- Gvadalupa/La Guadeloupe (971)
- Martinik/La Martinique (972)
- Francuska Gvajana/La Guyane (973)
- Reunion/La Réunion (974)
- Mayotte (976)

Sveti Petar i Mikelon/Saint-Pierre-et-Miquelon (975) je bio prekomorski departman od 1976. do 1985. kad mu je status promijenjen u teritorijalni kolektiv (fr.:collectivité départementale). 
Svi prekomorski departmani su bivše francuske kolonije, a sada integralni dijelovi Francuske. Svoj su status dobili ustavom Četvrte Republike 19. ožujka 1946.
U Europskoj uniji Prekomorski departmani (DOM) imaju status ultraperifernih regija.

## Vanjske poveznice
- Ministère de l'Outre-Mer
- Razvitak prekomorskih departmana i teritorija  Arhivirana inačica izvorne stranice od 29. rujna 2006. (Wayback Machine)

|  | Portal Francuske – Pristup člancima s tematikom o Francuskoj. |